# 紐約市聯合俱樂部
紐約市聯合俱樂部（英語：Union Club of the City of New York），俗稱聯合俱樂部（Union Club），是美國紐約市的一間私人社交俱樂部，成立於1836年。俱樂部會所位於公園大道拐角處的東69街101號，由Delano & Aldrich公司設計的地標性建築，於1933年8月28日開業。
聯合俱樂部是紐約市最古老的私人俱樂部，也是美國第五個最古老的私人俱樂部，僅次於馬利蘭州安納波里斯的南河俱樂部（1700年至1732年）、賓夕凡尼亞州安達盧西亞的Schuylkill Fishing Company（1732年）、麻薩諸塞州普利茅斯的老殖民地俱樂部（1769年）和賓夕凡尼亞州費城的費城俱樂部（1834年）。聯合俱樂部被認為是紐約市最有聲譽的俱樂部之一。

## 俱樂部會所

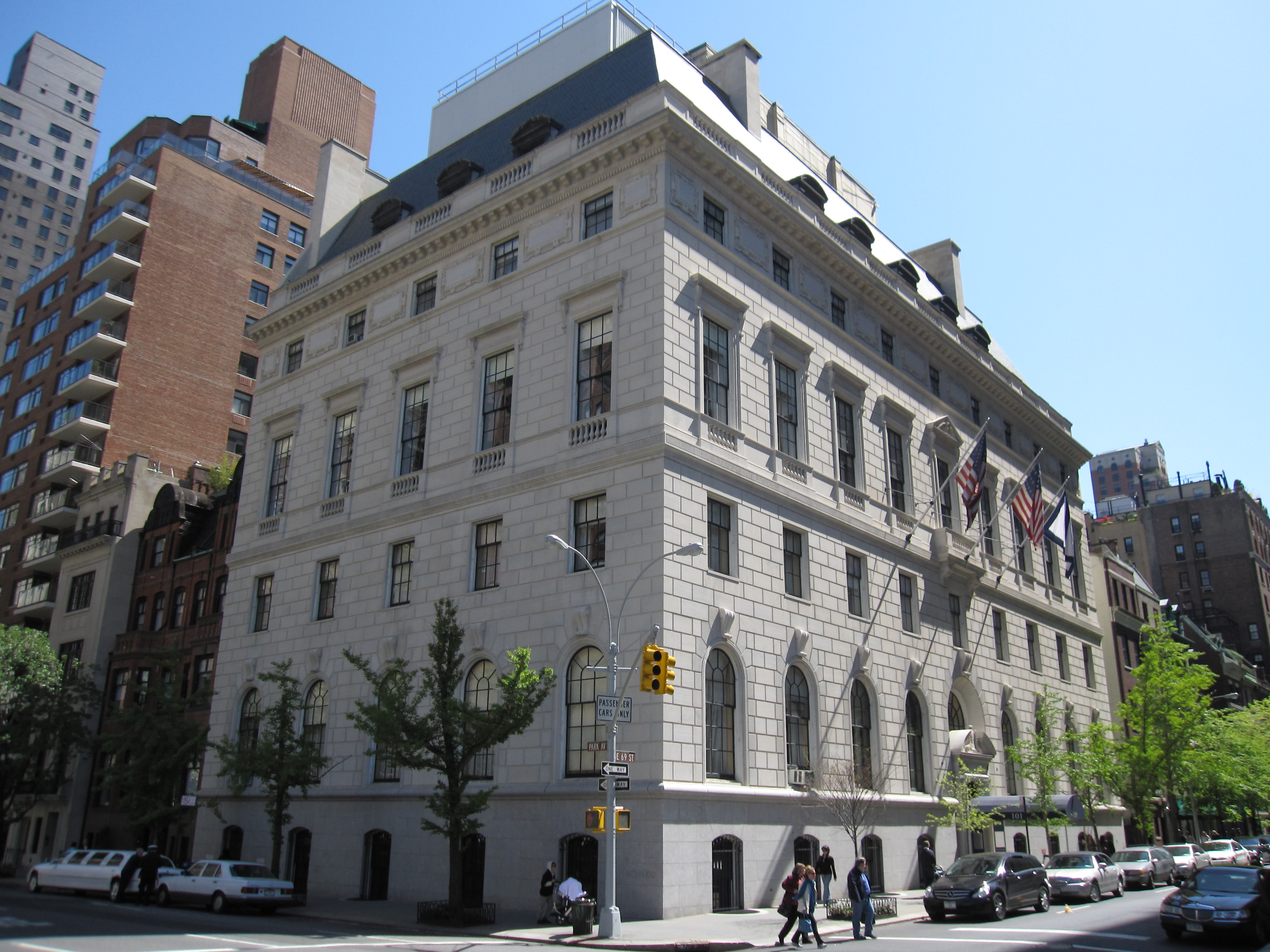
東69街101號的俱樂部會所

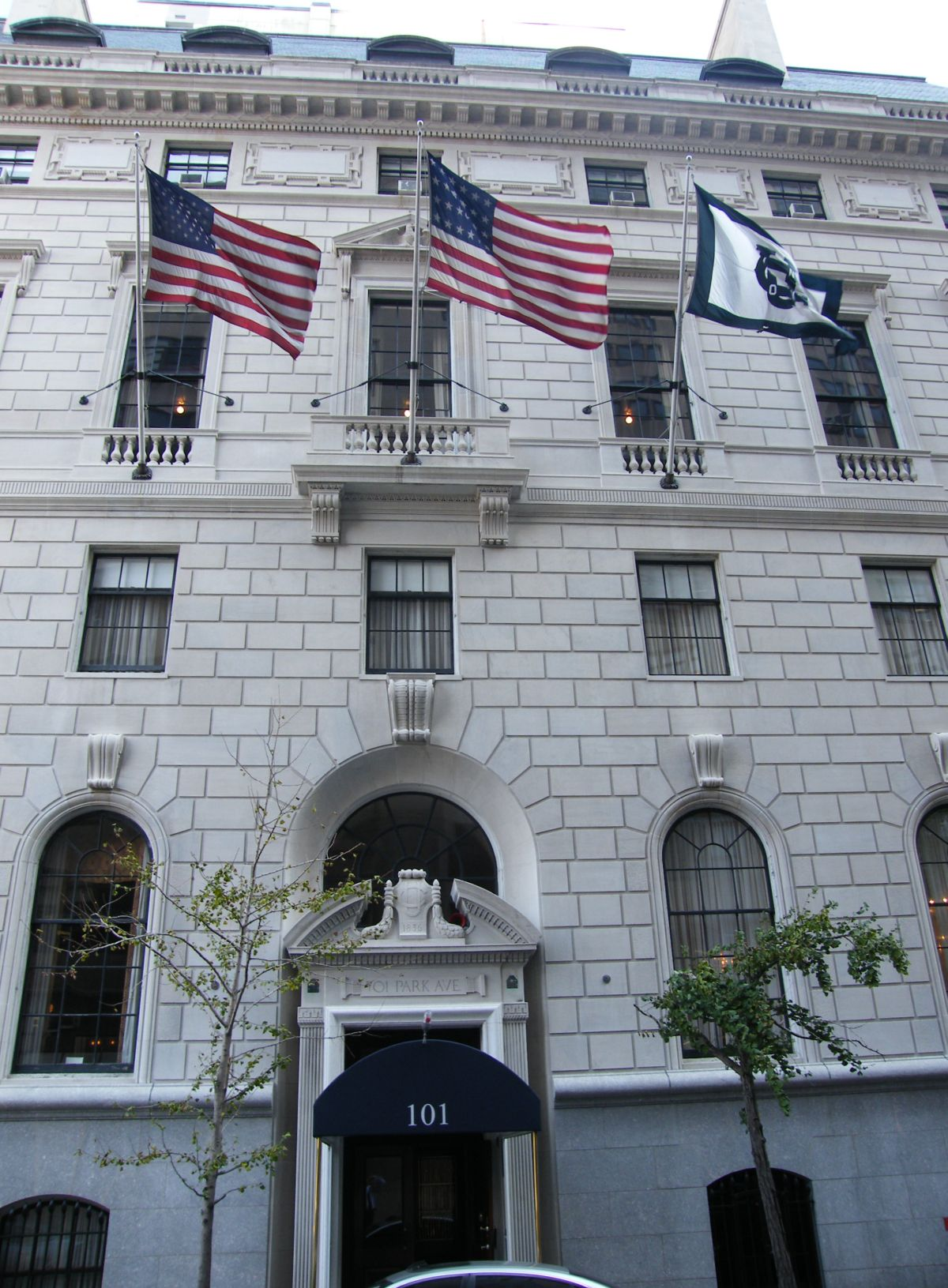
俱樂部的主要入口

目前的建築是俱樂部的第六座會所，也是第三座專門為會員建造的會所。之前的兩個會所分別位於第五大道與21街，從1855年到1903年使用；位於第五大道與51街東北角的一間石灰岩會所，從1903年到1933年使用。
1927年，俱樂部成員投票決定將會所搬到上城區，更安靜、不太擁擠的地方。他們聘請了建築師威廉·亞當斯·德拉諾和切斯特·霍姆斯·阿爾德里奇設計新的會所，兩人之前曾為尼克博克俱樂部、The Brook俱樂部和殖民地俱樂部設計過建築。聯合俱樂部於1933年搬到現在的位置。這座建築以其華麗和獨特的細節而聞名。這座建築曾一度擁有五個餐廳和一個可容納10萬支雪茄的保濕盒。著名的房間包括有紙牌室、西洋雙陸棋室、圖書館和休息室。

## 歷史
從一開始，聯合俱樂部就以強烈的保守原則而聞名。在內戰期間，該俱樂部拒絕開除其聯盟國成員，盡管在鎮壓反征兵暴動方面採取了強硬的路線。這一政策，以及認為已下降的聯合俱樂部入會標准，導致一些聯合俱樂部的成員離開，並成立了其他私人俱樂部（包括紐約聯合同盟俱樂部和尼克博克俱樂部）。
1903年，聯合俱樂部的一些知名成員（以及紐約市其他私人俱樂部的一些成員，例如尼克博克俱樂部和大都會俱樂部）創立了The Brook俱樂部。
1918年，聯合俱樂部開始使用女服務員，為第一次世界大戰相關的服役男性員工提供免費服務。這是女士們第一次被正式容許進入只限男士參加的聚集地。
1932年，聯合俱樂部擁有1300名會員。到了1950年代，城市的社交俱樂部的成員越來越少，很大程度上是因為富有的家庭都向市郊遷移。1954年，聯合俱樂部的會員人數已經下降到950人。1959年，聯合俱樂部和尼克博克俱樂部考慮過將聯合俱樂部的900人與尼克博克俱樂部的550名會員合併起來，但這計劃一直沒有實現。
聯合俱樂部是少數瓶式花式桌球仍然流行的地方之一。

## 流行文化
- 在1988年的電影《打工女郎》中，Tess（梅拉尼·格里菲思 飾演）和Jack（夏里遜·福 飾演）擅自參加了在聯合俱樂部Oren Trask（飛利浦·博斯克（英语：Philip Bosco） 飾演）的女兒所舉行的婚禮，在那裡他們向Trask推銷自己的計劃。
- HBO電視劇《酒私風雲》第三季（2012年）第8集名為「The Pony」中，努基·湯普森冒充為堪薩斯城俱樂部（英语：Kansas City Club）的成員，透過兩間俱樂部之間的「互惠協議」獲准進入聯合俱樂部。然後，他向安德魯·梅隆提出合作，對付哈利·多爾蒂。

## 著名成員
- 約翰·雅各·阿斯特四世（1864年–1912年）
- 小詹姆斯·戈登·貝內特（英语：James Gordon Bennett Jr.）（1841年–1918年）
- Anthony Joseph Drexel Biddle Jr.（英语：Anthony Joseph Drexel Biddle Jr.）（1897年–1961年）
- 威廉·A·香勒（英语：William A. Chanler）（1867年–1934年）
- 溫斯頓·查爾（英语：Winston Churchill (novelist)）（1871年–1947年）
- 愛德華·庫珀（英语：Edward Cooper (mayor)）（1824年–1905年）
- 法蘭克·克勞寧希爾德（英语：Frank Crowninshield）（1872年–1947年）
- 威廉·貝亞德·坎廷（英语：William Bayard Cutting）（1850年–1912年）
- 德怀特·艾森豪威尔（1890年–1969年）
- 約翰·艾瑞克森（英语：John Ericsson）（1803年–1899年）
- 威廉·M·埃瓦茨（1818年–1901年）
- 賽勒斯·韋斯特·菲爾德（英语：Cyrus West Field）（1819年–1892年）
- Luis de Florez（英语：Luis de Florez）（1889年–1962年）
- 小皮特·弗里林海森（英语：Peter Frelinghuysen Jr.）
- 尤利西斯·辛普森·格蘭特（1822年–1885年）
- 尤利西斯·辛普森·格蘭特三世（英语：Ulysses S. Grant III）（1881年–1968年）
- 安德魯·海斯威爾·格林（英语：Andrew Haswell Green）（1820年–1903年）
- 莫塞斯·H·格林內爾（英语：Moses H. Grinnell）（1803年–1877年）
- 皮爾蓬·M·漢密爾頓（英语：Pierpont M. Hamilton）（1898年–1982年）
- 愛德華·亨利·哈里曼（1848年–1909年）
- 威廉·埃夫里爾·哈里曼（1891年–1986年）
- 威廉·藍道夫·赫茲（1863年–1951年）
- 菲力普·荷妮（英语：Philip Hone）（1780年–1851年）
- Hugh Alwyn Inness-Brown, Sr.
- 約瑟夫·布魯斯·伊斯梅（1862年–1937年）
- 倫納德·傑羅姆（英语：Leonard Jerome）（1817年–1891年）
- 菲利普·卡尼（英语：Philip Kearny）（1815年–1862年）
- 約翰·A·金（英语：John A. King）（1788年–1867年）
- 沃德·麥卡利斯特（英语：Ward McAllister）（1827年–1895年）
- 克萊門特·克拉克·摩爾（英语：Clement Clarke Moore）（1779年–1863年）
- J·P·摩根（1837年–1913年）
- Hubertus von Faber-Castell（英语：Hubertus Faber-Castell）（1934年–2007年）
- 溫思羅普·洛克斐勒（英语：Winthrop Rockefeller）（1912年–1973年）
- 溫菲爾德·斯科特（1786年–1866年）
- 菲利普·謝里登（1831年–1888年）
- 威廉·特庫姆賽·薛曼（1820年–1891年）
- 利蘭·史丹福（1824年–1893年）
- 埃德溫·奧古斯都·史蒂文斯（英语：Edwin Augustus Stevens）（1795年–1868年）
- 約翰·考克斯·史蒂文斯（英语：John Cox Stevens）（1785年–1857年）
- 亞歷山大·特爾尼·史都華（英语：Alexander Turney Stewart）（1803年–1876年）
- Rutherfurd Stuyvesant（英语：Rutherfurd Stuyvesant）（1843年–1909年）
- Eduard von Oppenheim（1831年–1909年）
- 康內留斯·范德比爾特（1794年–1877年）
- 哈羅德·斯特靈·範德比爾特（英语：Harold Stirling Vanderbilt）（1884年–1970年）
- 薩姆納·威爾斯（1892年–1961年）
- George Carroll Whipple III
- 小湯馬士·甘乃利·沃爾夫（1930年–2018年）
- 詹姆斯·T·伍德沃德（英语：James T. Woodward）（1837年–1910年）

## 戰時記錄
聯合俱樂部的300多名成員在第二次世界大戰期間參加過美國軍事服役。1947年，俱樂部出版了《1940年-1947年聯合俱樂部二戰記錄》（Union Club World War II Records 1940 - 1947），記錄了那些在戰爭期間服役並選擇參加該項目的成員的軍事成就。

## 外部連結
- 官方网站
- Images Union Club Of New York At Brick & Cornice （页面存档备份，存于）
- Architectial （页面存档备份，存于） essay on 51st Street Location